# Eyes Set to Kill
Eyes Set to Kill är ett amerikanskt post-hardcore- och metalcoreband från Tempe, Arizona. Systrarna Rodriguez, gitarristen Alexia (född 23 november 1987) och basisten Anissa (född 27 januari 1989), startade bandet tillsammans med sångaren Lindsey Vogt 2003. Genom åren har gruppen genomgått flera banduppsättningar och består sedan 2017 av Alexia Rodriguez, gitarristen AJ Bartholomew och trummisen Caleb Clifton. De skivdebuterade 2006 med EP:n When Silence Is Broken, The Night Is Torn och har sedan dess gett ut sex studioalbum.

## Diskografi

### Studioalbum
- Reach (2008)
- The World Outside (2009)
- Broken Frames (2010)
- White Lotus (2011)
- Masks (2013)
- Eyes Set to Kill (2018)

### EP
- When Silence Is Broken, The Night Is Torn (2006)
- Damna (2001)